# HD 222093
HD 222093 is een dubbelster systeem, 280 lichtjaar van ons vandaan in het sterrenbeeld Waterman. Het stersysteem bestaat uit twee sterren (HD 222093 A en HD 222093 B).